# Bijan
Bijan (persisch بیژن) bzw. Bīžan, auch als Bizhan (und Bischan) transkribiert, ist ein männlicher persischer Vorname.
- Bijan (Mythologie), ein Held der persischen Mythologie, Geliebter von Manischeh
- Bijan Benjamin (* 1983), deutscher Filmemacher
- Bijan Djir-Sarai (* 1976), deutscher Politiker
- Bijan Mortazavi (* 1957), iranischer Violinist und Sänger
- Bijan Dschalāli (* 1927), persischer Poet, Neffe von Sadegh Hedayat
- Bijan Kaffenberger (* 1989), deutscher Politiker
- Bijan Khadem-Missagh (* 1948), österreichischer Violinist
- Bijan Pakzad (1944–2011[2]), iranischer Designer

Siehe auch:
- Ferry Bizan